# Kamil Sadowski
Kamil Sadowski (ur. 29 września 1986 w Końskich) – polski piłkarz ręczny, rozgrywający, od 2015 zawodnik Chrobrego Głogów.
Wychowanek KSSPR-u Końskie, z którym zdobył mistrzostwo Polski juniorów. W latach 2004–2009 był zawodnikiem Vive Kielce, z którym wywalczył mistrzostwo Polski (2009) i dwukrotnie zdobył Puchar Polski (2006, 2009). W barwach kieleckiego klubu grał również w europejskich pucharach, m.in. w sezonie 2008/2009 rzucił 11 bramek w rozgrywkach Pucharu Zdobywców Pucharów. W sezonie 2009/2010 występował w Śląsku Wrocław, a w sezonie 2010/2011 w Nielbie Wągrowiec. Od 2011 do 2015 był zawodnikiem MMTS-u Kwidzyn, z którym w sezonie 2012/2013 zdobył brązowy medal mistrzostw Polski. W 2015 trafił do Chrobrego Głogów. W sezonie 2017/2018, w którym rozegrał 27 meczów i rzucił 137 bramek, był jego najlepszym strzelcem w Superlidze.
W 2006 wystąpił w mistrzostwach Europy U-20 w Austrii, podczas których zagrał w sześciu meczach i rzucił 10 bramek. W 2007 wystąpił w turnieju kwalifikacyjnym do mistrzostw świata U-21 w Macedonii, w którym zdobył pięć goli w spotkaniach z Włochami U-21 (33:31) i Serbią U-21 (29:34).
W listopadzie 2013 wraz z reprezentacją Polski B wystąpił w towarzyskim turnieju w Wągrowcu – zagrał w meczach z Norwegią (24:24), Nielbą Wągrowiec (24:29) i Niemcami (22:23), rzucając w nich osiem bramek.

## Sukcesy
Vive Kielce
- Mistrzostwo Polski: 2008/2009
- Puchar Polski: 2005/2006, 2008/2009